# Chandrashekhar Agashe
Chandrashekhar Agashe I, född 14 februari 1888, död 9 juni 1956 var en indisk industriman som är känd som grundaren av Brihan Maharashtra Sugar Syndicate Ltd. Chandrashekhar Agashe College of Physical Education, Chandrashekhar Agashe Road i Shaniwar Peth, Pune och Chandrashekhar Agashe Museum i Raja Dinkar Kelkar Museum är namngivna efter honom. Han är farfarsfar till sångaren Adi Agashé.